# The Forest
The Forest – gra komputerowa z gatunku survival horror, przedstawiona z perspektywy pierwszoosobowej o otwartym świecie. Wyprodukowana została przez kanadyjskie studio Endnight Games i wydana na platformę Microsoft Windows 30 kwietnia 2018.
Akcja gry toczy się na gęsto zarośniętym półwyspie, na którym rozbija się samolot z głównym bohaterem i jego synem na pokładzie. W grze jest niewielki zestaw misji, gracz musi podejmować własne decyzje aby przetrwać. W tym celu musi szukać pożywienia, znaleźć schronienie i samodzielnie tworzyć potrzebne narzędzia.
Wczesne recenzje wersji pre-alpha były pozytywne. W listopadzie 2018 poinformowano, że sprzedano ponad 5 milionów egzemplarzy gry.